# Aloe simii
Aloe simii är en grästrädsväxtart som beskrevs av Illtyd Buller Pole-Evans. Aloe simii ingår i släktet Aloe och familjen grästrädsväxter.
Artens utbredningsområde är Mpumalanga. Inga underarter finns listade i Catalogue of Life.